# ProSex

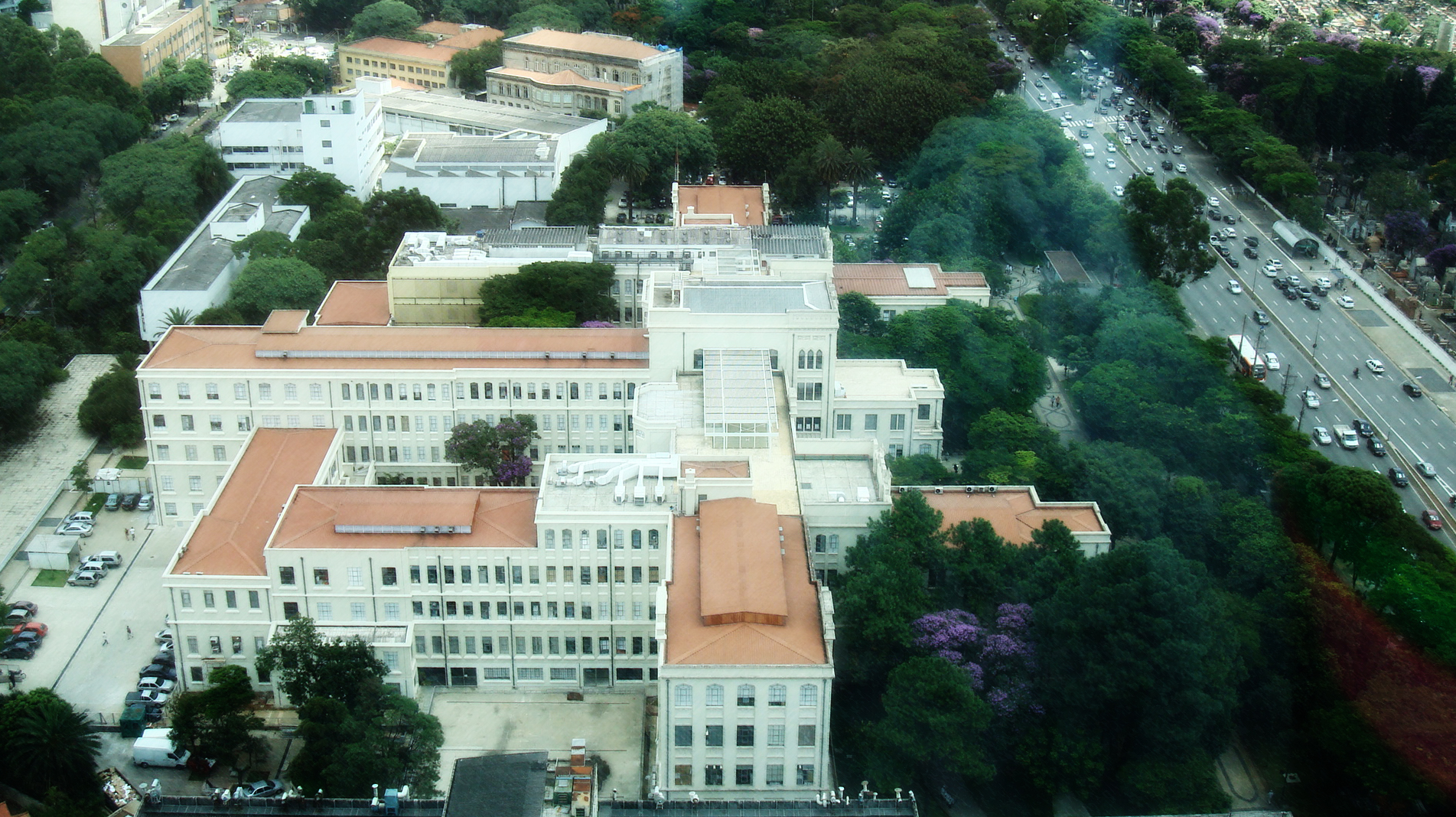
Instituto de Psiquiatria da FMUSP, onde fica o ProSex

O Programa de Estudos em Sexualidade (ProSex) é um serviço do Instituto de Psiquiatria do Hospital das Clínicas da Faculdade de Medicina da Universidade de São Paulo (IPqHCFMUSP). Fundado em 1993 pela médica psiquiatra e Livre-docente Carmita Abdo, visa o diagnóstico e tratamento das dificuldades  sexuais femininas e masculinas.

## Equipe e serviços
Congrega equipe multidisciplinar, constituída por psiquiatras, psicólogos, urologistas, ginecologistas, terapeutas ocupacionais, assistentes sociais, educadores, pós-graduandos e residentes de psiquiatria, além de estagiários da área de saúde. Destina-se à assistência, ao ensino, à pesquisa e à prevenção dos transtornos da sexualidade, bem como à prestação de serviços junto à comunidade.
Além das disfunções sexuais (como disfunção erétil, ejaculação precoce, falta de desejo, dificuldade para o orgasmo, dificuldade de excitação e dor à relação sexual), o ProSex trata também os transtornos de preferência sexual (parafilias), que são casos mais graves, entre os quais estão a pedofilia, o exibicionismo, a zoofilia e a necrofilia. Atende também a disforia de gênero, cujo tipo mais frequente é a transexualidade.
O ProSex promove Cursos na área de Sexualidade, como o Curso de Aperfeiçoamento em Sexualidade e o Curso de Terapia Sexual.
O Curso de Aperfeiçoamento em Sexualidade tem o objetivo de sistematizar e aprofundar o conhecimento na área da Sexualidade Humana, abrangendo desde os conceitos introdutórios até a interface entre saúde e sexualidade, a prevenção, o diagnóstico e o tratamento dos transtornos da sexualidade, a educação sexual, as diversas formas de atuação profissional no campo da Sexologia e as novas pesquisas que estão sendo desenvolvidas. A duração é de um ano e tem o reconhecimento do Hospital das Clínicas da FMUSP.
O Curso de Terapia Sexual tem os seguintes objetivos: (1) Sistematizar e aprofundar o conhecimento na área da Terapia Sexual, a partir do enfoque da multidisciplinaridade. (2) Habilitar para o diagnóstico diferencial das Disfunções Sexuais, para reconhecer quadros que se beneficiem de intervenções psicoterapêuticas e psicopedagógicas. (3) Instruir sobre bases teóricas e  manejo das diferentes abordagens psicoterápicas desses quadros. (4) Fornecer conhecimentos básicos sobre Terapia de Transtornos Parafílicos e de Disforia de Gênero. A duração é de um ano e tem o reconhecimento do Hospital das Clínicas da FMUSP.
Oferece uma pós-graduação lato sensu em Sexualidade Humana, reconhecida pelo MEC, aprovada pela USP e certificada pela Faculdade de Medicina da USP (reitoria). O curso, que tem duração de dois anos e uma carga horária de 408 horas/aula, é basicamente ministrado durante um fim de semana por mês (sábado, período integral; e domingo, meio período) e tem ênfase na formação clínica e no embasamento científico. As aulas, ministradas por profissionais de referência, incluindo professores da USP e convidados, incluem aulas teóricas, discussões de caso, seminários, atendimentos com supervisão (módulo prático) e orientação para elaboração de monografia. Oferece acesso à informação científica, incluindo o sistema OVID (banco de dados online, assinatura eletrônica de periódicos científicos indexados nacionais e internacionais).
A coordenação geral dos Cursos do ProSex está a cargo da Profª Drª Carmita Abdo.